# Met Bega
Met Bega (ur. 7 sierpnia 1946 w Tiranie, zm. 21 kwietnia 2015 tamże) – albański aktor filmowy i estradowy.

## Życiorys
Zadebiutował na szkolnej scenie amatorskiej, a następnie występował w Teatrze Estradowym w Tiranie, w widowiskach typu varietes, w duecie z Marjaną Kondi. Na dużym ekranie zadebiutował w 1986 niewielką rolą w filmie fabularnym Dy herë mat. Zagrał 5 ról w albańskich filmach fabularnych. Występował także w telewizyjnym programie satyrycznym Tirana TV.
W 2010 został wyróżniony złotym Orderem Naima Frashëriego.

## Role filmowe
- 1986: Dy herë mat jako turysta
- 1987: Tela për violinë jako Lamja
- 1988: Stolat në park jako krewny Edliry
- 1989: Edhe kështu, edhe ashtu jako ojciec ośmiorga dzieci
- 1996: Çanta e zezë